# Talsperre Seebach
Die Talsperre Seebach ist eine Talsperre bei Oppershausen und Mühlhausen im Unstrut-Hainich-Kreis in Thüringen. Gestaut wird der Singelbach im Flussgebiet der Unstrut.

## Nutzung
Die Talsperre wird als Brauchwassertalsperre für die Bewässerung und zur Niedrigwasseraufhöhung genutzt. Die Talsperre stellt nach dem Bewirtschaftungsplan pro Jahr 500.000 m³ für die Bewässerung von Gemüseanbauflächen (Gurken und Kohl) im Unstrutgebiet zur Verfügung.
Das Umfeld der Talsperre ist als Landschaftsschutzgebiet geschützt.
Angeln ist mit Angelkarten erlaubt.

## Staudamm
Das Absperrbauwerk ist ein homogener Erddamm aus Lösslehm mit einer wasserseitigen bituminösen Schutzschicht aus Asphaltbeton. Als Hochwasserentlastung gibt es am linken Hang einen zweiseitig überströmbaren Überlauf, einen sogenannten Entenschnabel, mit einer Schussrinne. Einlaufbauwerk, Stollen, Grundablass und Schieberhaus befinden sich in Dammmitte.
Im linken Seitental wurde ein Nebendamm mit einer Höhe von 6,8 m und einer Länge von 564 m erforderlich.